# Большая Глушица (Волгоградская область)
Большая Глушица — хутор,  в составе городского  округa «Город Михайловка» Волгоградской области Российской Федерации.

## История
По данным Центрального статистического комитета МВД, в Списке населённых мест Войска Донского на 1859 год (СПб.: 1864), под № 1787 год значится — Глушицкий хутор, при урочище Глушице; расстояние в верстах до окружного управления 108; число дворов 10; число жителей мужского пола — 27, женского — 30.

## География
Расположен в северо-западной части области, в лесостепи, в пределах Приволжской возвышенности, являющейся частью Восточно-Европейской равнины, по правобережью реки Медведицы. Уличная сеть состоит из пяти географических объектов:Садовый пер., Школьный пер., ул. Грейдерная, ул. Лесная, ул. Садовая.
Абсолютная высота 86 метров над уровня моря .
Часовой пояс
Большая Глушица, как и вся Волгоградская область, находится в часовой зоне МСК (московское время). Смещение применяемого времени относительно UTC составляет +3:00.

## Население
| 2010 |
| ---- |
| 105  |

Гендерный состав
По данным Всероссийской переписи населения 2010 года в гендерной структуре населения из 105 человек мужчин — 59, женщин — 46 (56,2 и 43,8 % соответственно).
Национальный состав
Согласно результатам переписи 2002 года, в национальной структуре населения
русские составляли 97 % из общей численности населения в 116 человек.

## Инфраструктура
Личное подсобное хозяйство.

## Транспорт
Хутор стоит на автодороге «Михайловка (км 29,4) — Даниловка- Котово» (идентификационный номер 18 ОП РЗ 18К-10) (Постановление Администрации Волгоградской обл. от 24.05.2010 N 231-п (ред. от 26.02.2018) «Об утверждении Перечня автомобильных дорог общего пользования регионального или межмуниципального значения Волгоградской области»). Остановка «Большая Глушица».
Просёлочные дороги.